# Вебер, Карл Эдуардович
Карл (Кирилл) Эдуардович Вебер (1834, Франкенберг — 1913, Тамбов) — российский музыкальный педагог и искусствовед.

## Биография
Родился в Саксонии 9 августа 1834 года[по какому календарю?]. Его отец был капельмейстером в Франкенберге, с 1839 года служил в Риге.
Учился в Рижской гимназии, в 1846—1849 годах получал музыкальное образование в Лейпцигской консерватории — у И. Мошелеса (фортепиано) и М. Гауптмана (теория музыки, композиция).
Затем жил и преподавал игру на фортепиано в Минске (1854—1858), в Риге (1858—1865), Москве (1865—1877), Саратове (1877—1881) и Тамбове; в 1866—1870 годах преподавал в младших классах московской консерватории в должности адъюнкт-профессора; также в Москве он был инспектором музыки Мариинского института; в 1877—1881 годах был директором Саратовского отделения Русского музыкального общества (РМО) и дирижёром симфонических концертов общества. В Тамбове с 1 августа 1881 года по 1899 год преподавал музыку в Александринском институте благородных девиц, где у него училась Анна Граверт; в 1889—1913 годах Вебер состоял преподавателем музыкальных классов Тамбовского отделения РМО.
Карл Вебер выступал в периодической печати как критик, затрагивая проблемы детского музыкального образования, музыкальной жизни российской провинции («Русский музыкальный вестник», «Баян», «Русская музыкальная газета» и др.; псевдонимы: Б. Д.; Б. Д. В.; В—р, К. Эд.; Вольдемар, К.; К. Э. В. Автор трудов в области детской музыкальной педагогики: «Руководство к систематическому первоначальному обучению игре на фортепиано» (М.: тип. Шюман и Глушкова, 1866; 2-е изд., П. И. Юргенсон, 1868; 3-е изд., 1900), «Путеводитель при обучении игре на фортепиано» (М.: типография Т. Рис, 1876; 4-е издание, 1886), «Краткий очерк современного состояния музыкального образования в России. 1884—1885» (М.: тип. Э. Лисснера и Ю. Романа, 1885). Также Карл Вебер издал обработки известных фортепианных упражнений Шмита (ор. 16) и этюдов Дювернуа (ор. 120).
Умер 24 июля 1913 года[по какому календарю?], был похоронен в Тамбове на Успенском кладбище, уничтоженном в 1930-х годах.